# Canton de Cattenom
Le canton de Cattenom est une ancienne division administrative française qui était située dans le département de la Moselle et la région Lorraine.

## Géographie
Ce canton est organisé autour de Cattenom et était situé dans l'arrondissement de Thionville-Est jusqu'au 31 décembre 2014. Son altitude varie de 145 m (Berg-sur-Moselle) à 429 m (Volmerange-les-Mines) pour une altitude moyenne de 206 m.

## Langue
D'après un recensement de 1962, le canton comptait 60 à 80 % de locuteurs du francique lorrain. Après cette date, les recensements de l'INSEE ont arrêté de poser la question de la langue maternelle au citoyen enquêté.

## Économie
Le Canton de Cattenom abritait une centrale nucléaire.

## Représentation

### Conseillers généraux de 1833 à 2015
| Période | Période      | Identité                            | Étiquette    | Qualité |
| ------- | ------------ | ----------------------------------- | ------------ | --- |
| 1833    | 1840         | François Cochard                    |              | Maître de forges Maire d'Ottange |
| 1840    | 1847 (décès) | Jean-Pierre Carmignac (1781-1847)   |              | Ancien sous-intendant militaire à Thionville, conseiller d'arrondissement                                                                                       |
| 1847    | 1861         | Charles Goswing Vandenbroeck        |              | Procureur de la République à Thionville puis Conseiller à la Cour Impériale de Metz Propriétaire à Thionville                                                   |
| 1861    | 1870 (décès) | Baron Charles de Vassart d'Andernay |              | Lieutenant-colonel d'artillerie Officier d'ordonnance de l'Empereur Napoléon III Mort pour la France à la suite de ses blessures à Reichshoffen le 17 août 1870 |
| 1870    | 1871         | Baron Charles de Gargan             |              | Propriétaire des châteaux de Preisch à Basse-Rentgen et de Rodemack                                                                                             |
| 1871    | 1919         | Annexion allemande                  |              | |
| 1919    | 1931         | Nicolas Schmit (1858-?)             | URL          | Rentier à Escherange |
| 1931    | 1937         | Julien Reiter                       | RG           | Premier Président de la Cour d'Appel de Nancy |
| 1937    | 1940         | Robert Schuman                      | URL-URD      | Député (1919-1940) |
| 1940    | 1944         | Annexion allemande                  |              | |
| 1945    | 1949         | Robert Schuman                      | MRP          | Député (1919-1940 et 1945-1962) Président du Conseil (1946) Ministre (1947-1952)                                                                                |
| 1949    | 1961         | Nicolas Schmitt                     | RPF puis DVD | Maire de Garche |
| 1961    | 1979         | Madeleine de Gargan-Charpentier     | DVD          | Propriétaire du château de Preisch Maire de Basse-Rentgen Première femme élue au conseil général de Moselle                                                     |
| 1979    | 1992         | René Baryga                         | PS           | Directeur d'école, maire de Rodemack (1977-2001) |
| 1992    | 1998         | Grégoire Hesse                      | UDF          | Secrétaire général adjoint du groupe UDF au Sénat Maire de Hettange-Grande (1986-1995)                                                                          |
| 1998    | 2011         | René Baryga                         | PS           | Traducteur et interprète, maire de Rodemack, Président de la Communauté de communes (1995-2001)                                                                 |
| 2011    | 2015         | Michel Paquet                       | DVD          | Maire de Zoufftgen depuis 2001 Président de la Communauté de Communes de Cattenom et environs                                                                   |

### Conseillers d'arrondissement (de 1833 à 1940)
Le canton de Cattenom avait deux conseillers d'arrondissement.
| Période                                  | Période      | Identité                  | Étiquette                           | Qualité |
| ---------------------------------------- | ------------ | ------------------------- | ----------------------------------- | --- |
| 1833                                     | 1836         | M. Baur                   | Légitimiste puis Républicain rallié | Propriétaire, conseiller municipal de Cattenom                                                              |
| 1833                                     | 1836         | Jacques Schmit            |                                     | Propriétaire, rentier, maire de Rochonvillers                                                               |
| 1836                                     | 1848         | M. Ungeschickt            |                                     | Propriétaire à Roussy                                                                                       |
| 1836                                     | 1840         | Jean-Pierre Carmignac     |                                     | Sous-intendant militaire à Thionville                                                                       |
| 1840                                     | 1848         | Jacques Schmit            |                                     | Maire de Rochonvillers                                                                                      |
| 1848                                     |              | M. Tailleur               | Républicain                         | Juge de paix à Cattenom                                                                                     |
|                                          |              |                           |                                     | |
| 1919                                     | 1933 (décès) | Paul Adelving             | URL                                 | Maire de Cattenom                                                                                           |
| 1919                                     | 1928         | Henri Miltgen (1864-1950) | URL                                 | Maire de Beiern                                                                                             |
| 1928                                     | 1940         | Nicolas Schiltz           |                                     | Maire de Puttelange-lès-Thionville                                                                          |
| 1933                                     | 1940         | Albert Raspiller          |                                     | Commerçant, maire de Hettange-Grande                                                                        |
| 1940                                     |              |                           |                                     | Les conseils d'arrondissement ont été suspendus par la loi du 12 octobre 1940 et n'ont jamais été réactivés |
| Les données manquantes sont à compléter. |              |                           |                                     | |

## Composition
Le canton de Cattenom groupe 20 communes et compte 24 585  habitants (recensement de 2011 sans doubles comptes). La commune la plus grande est Hettange-Grande (7 528 hab.) et la plus petite est Evrange  (232 hab.).
| Communes                  | Population (2012) | Code postal | Code Insee |
| ------------------------- | ----------------- | ----------- | ---------- |
| Berg-sur-Moselle          | 429               | 57570       | 57062      |
| Beyren-lès-Sierck         | 497               | 57570       | 57076      |
| Boust                     | 1 143             | 57570       | 57104      |
| Breistroff-la-Grande      | 602               | 57570       | 57109      |
| Cattenom                  | 2 704             | 57570       | 57124      |
| Entrange                  | 1 318             | 57330       | 57194      |
| Escherange                | 610               | 57330       | 57199      |
| Évrange                   | 232               | 57570       | 57203      |
| Fixem                     | 396               | 57570       | 57214      |
| Gavisse                   | 581               | 57570       | 57245      |
| Hagen                     | 338               | 57570       | 57282      |
| Hettange-Grande           | 7 528             | 57330       | 57323      |
| Kanfen                    | 1 068             | 57330       | 57356      |
| Mondorff                  | 574               | 57570       | 57475      |
| Puttelange-lès-Thionville | 897               | 57570       | 57557      |
| Basse-Rentgen             | 390               | 57570       | 57574      |
| Rodemack                  | 1 106             | 57570       | 57588      |
| Roussy-le-Village         | 1 238             | 57330       | 57600      |
| Volmerange-les-Mines      | 2 001             | 57330       | 57731      |
| Zoufftgen                 | 933               | 57330       | 57764      |

## Démographie
| 1962   | 1968   | 1975   | 1982   | 1990   | 1999   | 2007   | 2011   |
| ------ | ------ | ------ | ------ | ------ | ------ | ------ | ------ |
| 13 190 | 14 415 | 15 726 | 17 091 | 18 284 | 19 549 | 23 568 | 24 585 |